# Sojus MS-12
Sojus MS-12 war ein Flug des russischen Raumschiffs Sojus zur Internationalen Raumstation. Im Rahmen des ISS-Programms trägt der Flug die Bezeichnung ISS AF-58S. Es war der 57. Besuch eines Sojus-Raumschiffs an der ISS und der 164. Flug im Sojusprogramm.

## Besatzung

### Hinflug

#### Hauptbesatzung
- Alexei Owtschinin (2. Raumflug), Kommandant (Russland/Roskosmos)
- Nick Hague (1. Raumflug), Bordingenieur (USA/NASA)
- Christina Koch (1. Raumflug), Bordingenieurin (USA/NASA)

Ursprünglich war geplant, dass ein Raumfahrer der Vereinigten Arabischen Emirate mit an Bord sein sollte. Der Rückflug sollte mit dem Raumschiff Sojus MS-10 erfolgen, das nach sechs Monaten Aufenthalt an der ISS zur Erde zurückgekehrt wäre. Da Sojus MS-10 aber nach einem Fehlstart nicht zur ISS gelangte, fehlte diese Rückkehrmöglichkeit, so dass der erste Raumflug eines Astronauten aus den Emiraten auf den Flug Sojus MS-15 verschoben werden musste.
Auch der ursprünglich für diesen Flug geplante Kosmonaut Oleg Skripotschka wurde zugunsten eines erneuten Starts der Sojus-MS-10-Raumfahrer aus der Besatzung genommen.

#### Ersatzmannschaft
Unter normalen Umständen wäre die geplante Besatzung von Sojus MS-15 als Ersatzmannschaft für den Flug MS-12 zum Zuge gekommen. Wegen des Mitflugs des Kurzzeitbesuchers aus den Emiraten waren für MS-15 aber nur zwei Langzeitexpeditionsmitglieder vorgesehen. So wurde für MS-12 nochmals die Ersatzmannschaft von Sojus MS-11 aufgestellt:
- Alexander Skworzow (3. Raumflug), Kommandant (Russland/Roskosmos)
- Luca Parmitano (2. Raumflug), Bordingenieur (Italien/ESA)
- Andrew R. Morgan (1. Raumflug), Bordingenieur (USA/NASA)

Alle drei flogen dann mit der nachfolgenden Mission Sojus MS-13 zur ISS.

### Rückflug
- Alexei Owtschinin
- Nick Hague
- Hassa al-Mansuri

## Missionsbeschreibung
Sojus MS-12 brachte zwei Besatzungsmitglieder der ISS-Expeditionen 59 und 60 (Owtschinin und Hague) und eines für die Expeditionen 59 bis 61 (Koch) zur Raumstation. Das Schiff dockte planmäßig im „Express-Modus“, das heißt nach sechs Stunden und vier Erdumläufen, am Rasswet-Modul der ISS an.
Nach gut 202 Tagen Aufenthalt koppelte das Raumschiff am 3. Oktober 2019 wieder von der Station ab. Statt Christina Koch, die auch an der ISS-Expedition 61 teilnahm und damit einen neuen Rekord für den längsten Aufenthalt einer Frau im Weltraum aufstellte, kehrte Hassa al-Mansuri nach einer Woche ISS-Aufenthaltsdauer mit Sojus MS-12 zurück. Die Raumkapsel landete etwa 150 Kilometer ostsüdöstlich von Schesqasghan in der Kasachensteppe und kippte dabei auf die Seite. Die Crew konnte wohlbehalten geborgen werden.

## Galerie

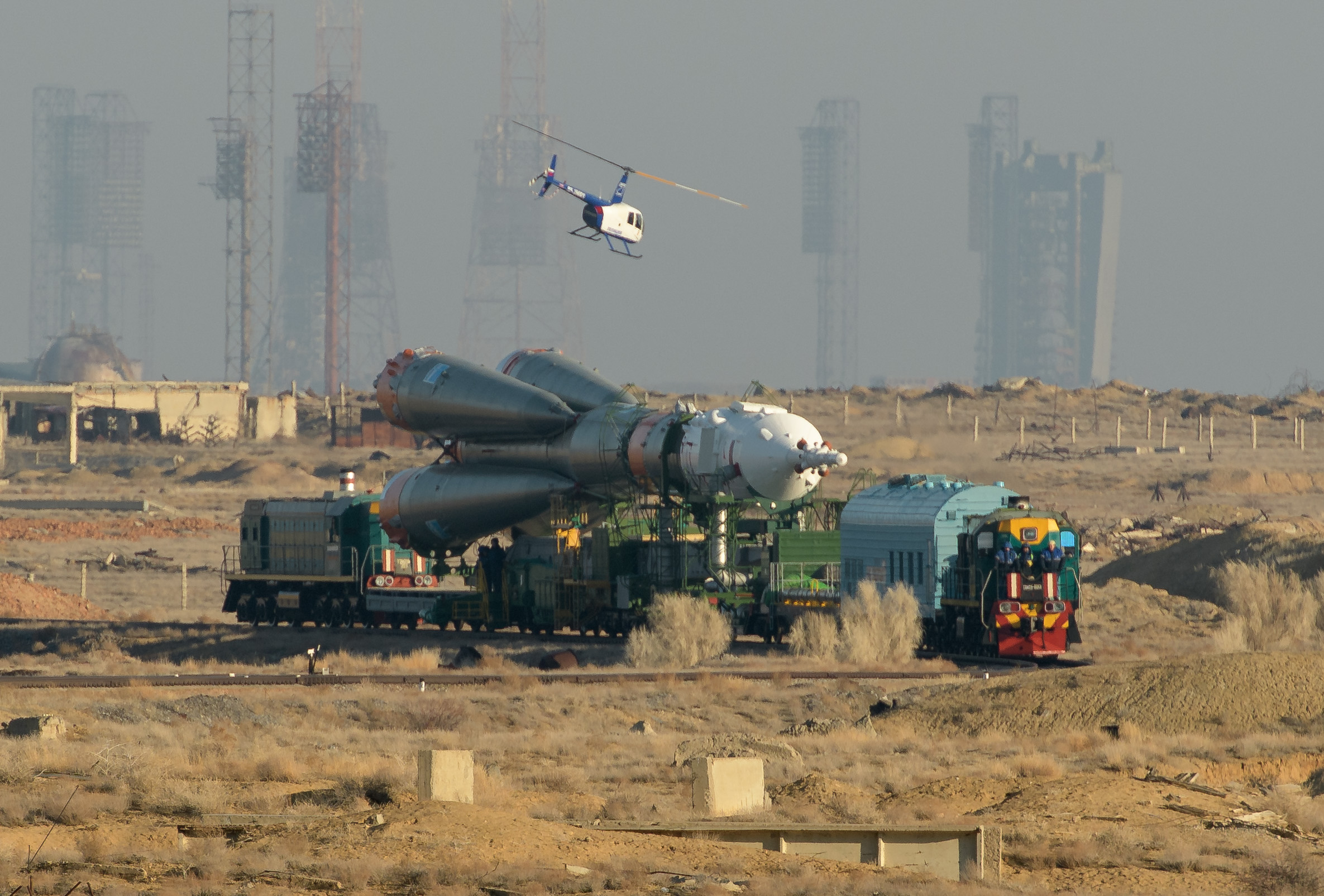
Der Rollout der Rakete am 12. März 2019
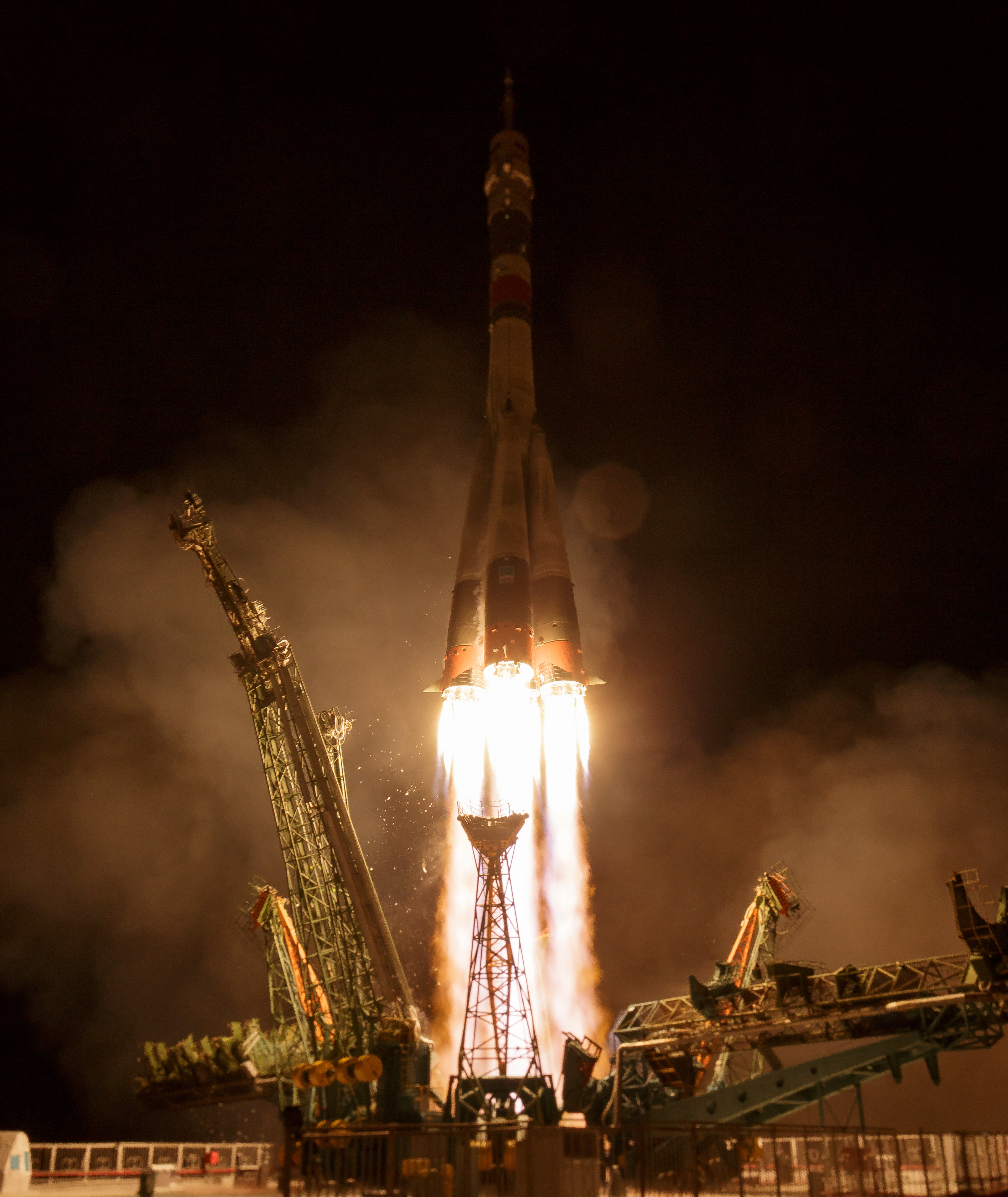
Der Start am 14. März
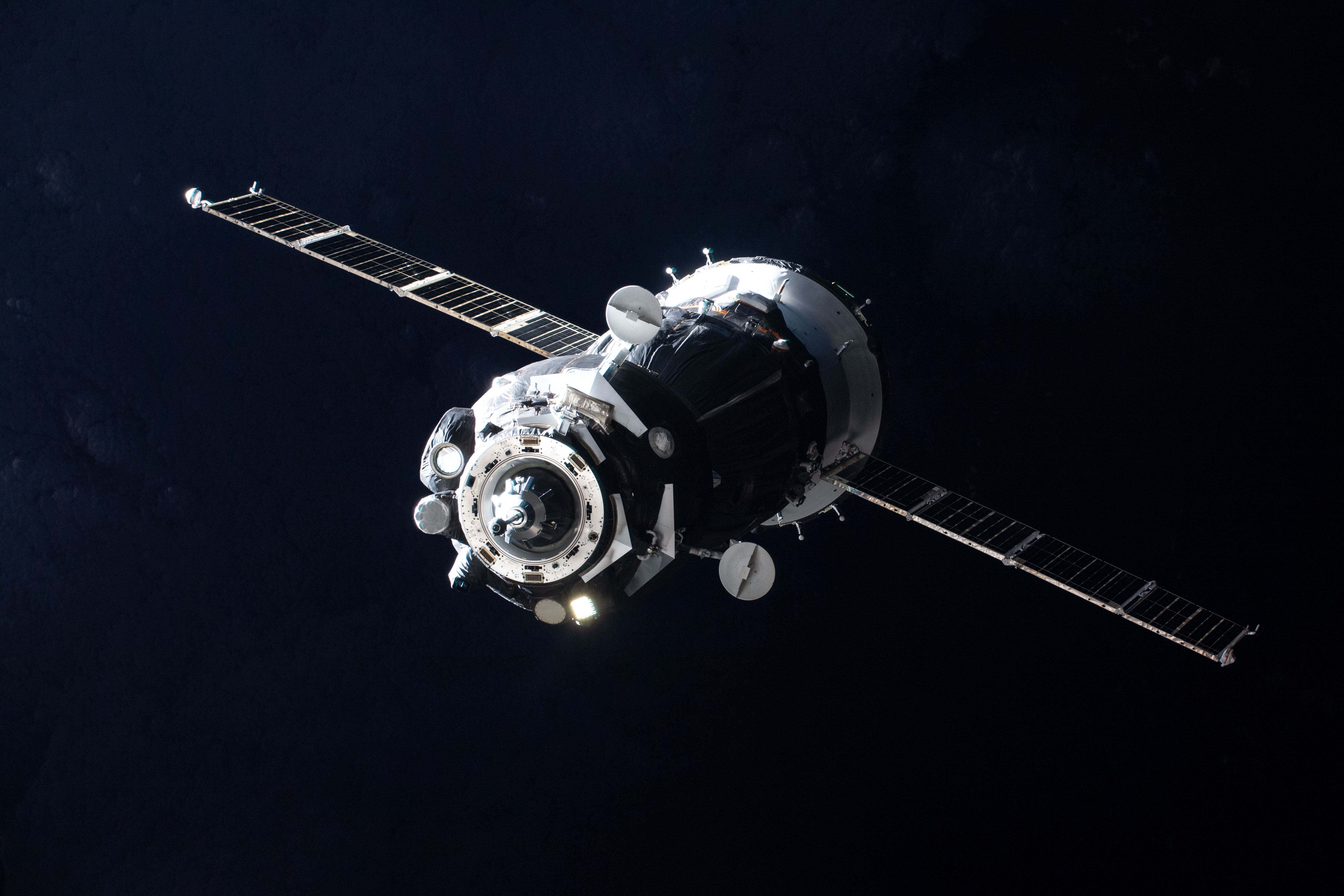
Das Raumschiff kurz vor dem Docken am 15. März
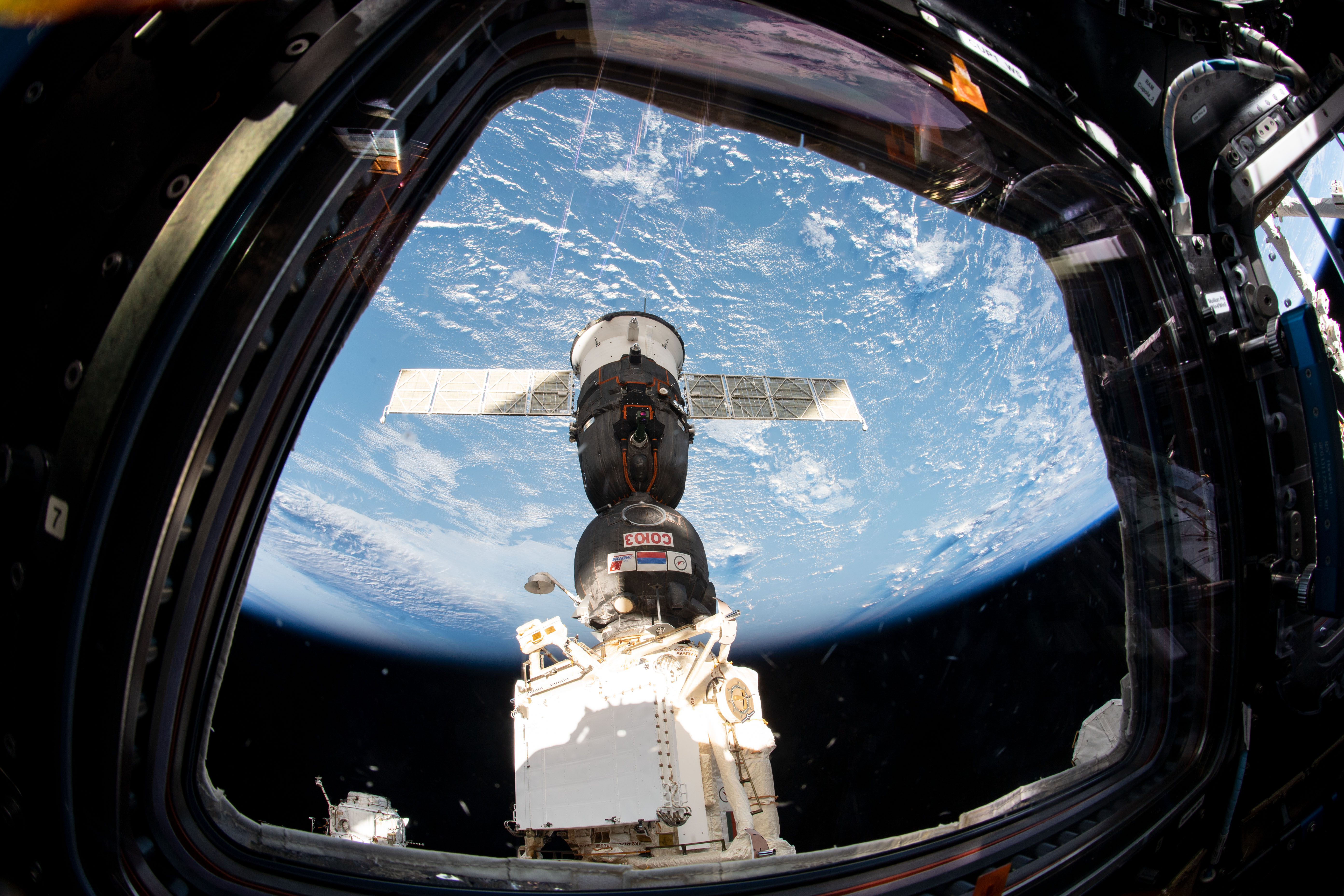
Sojus MS-12 von Cupola aus gesehen
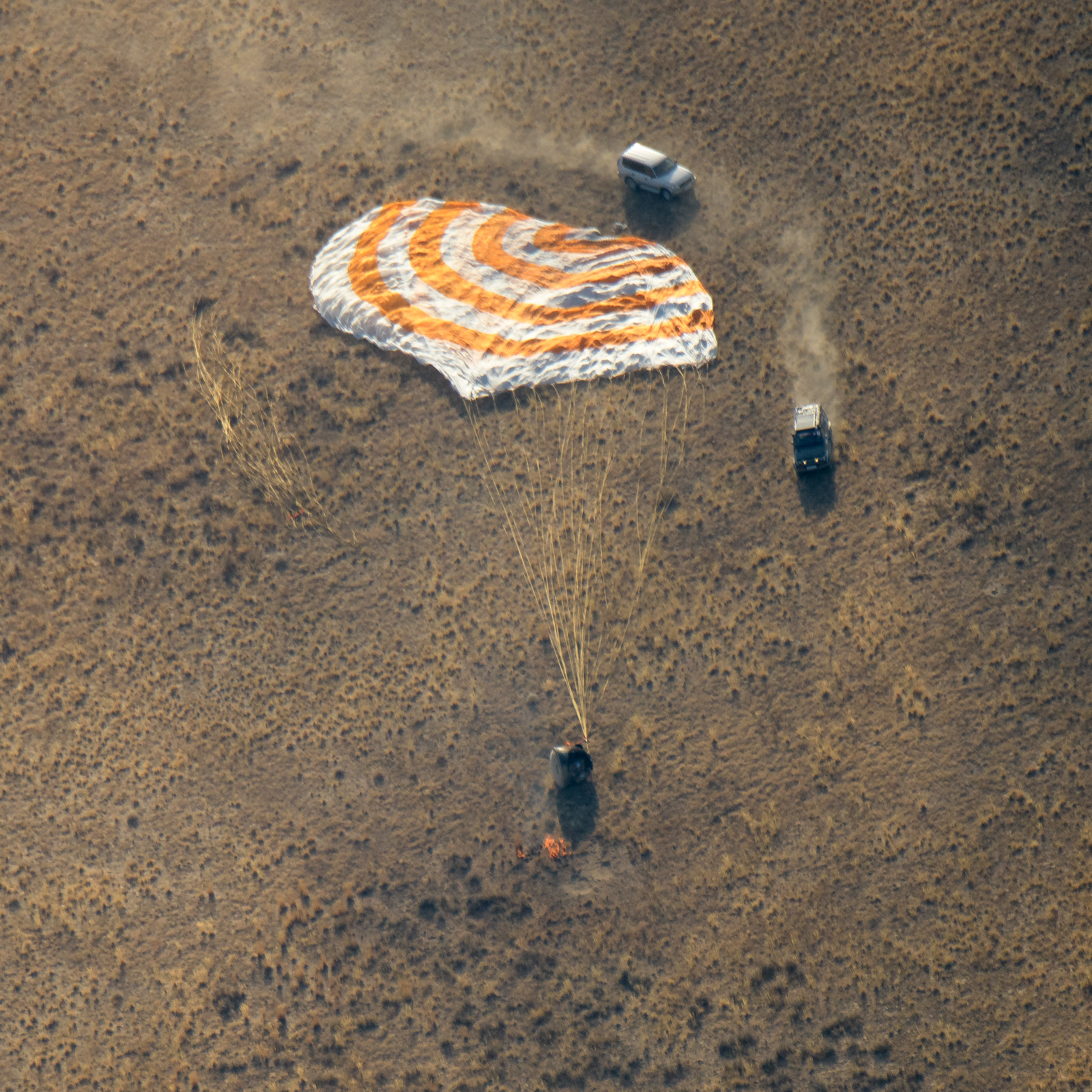
Die Kapsel mit Fallschirm direkt nach der Landung am 3. Oktober
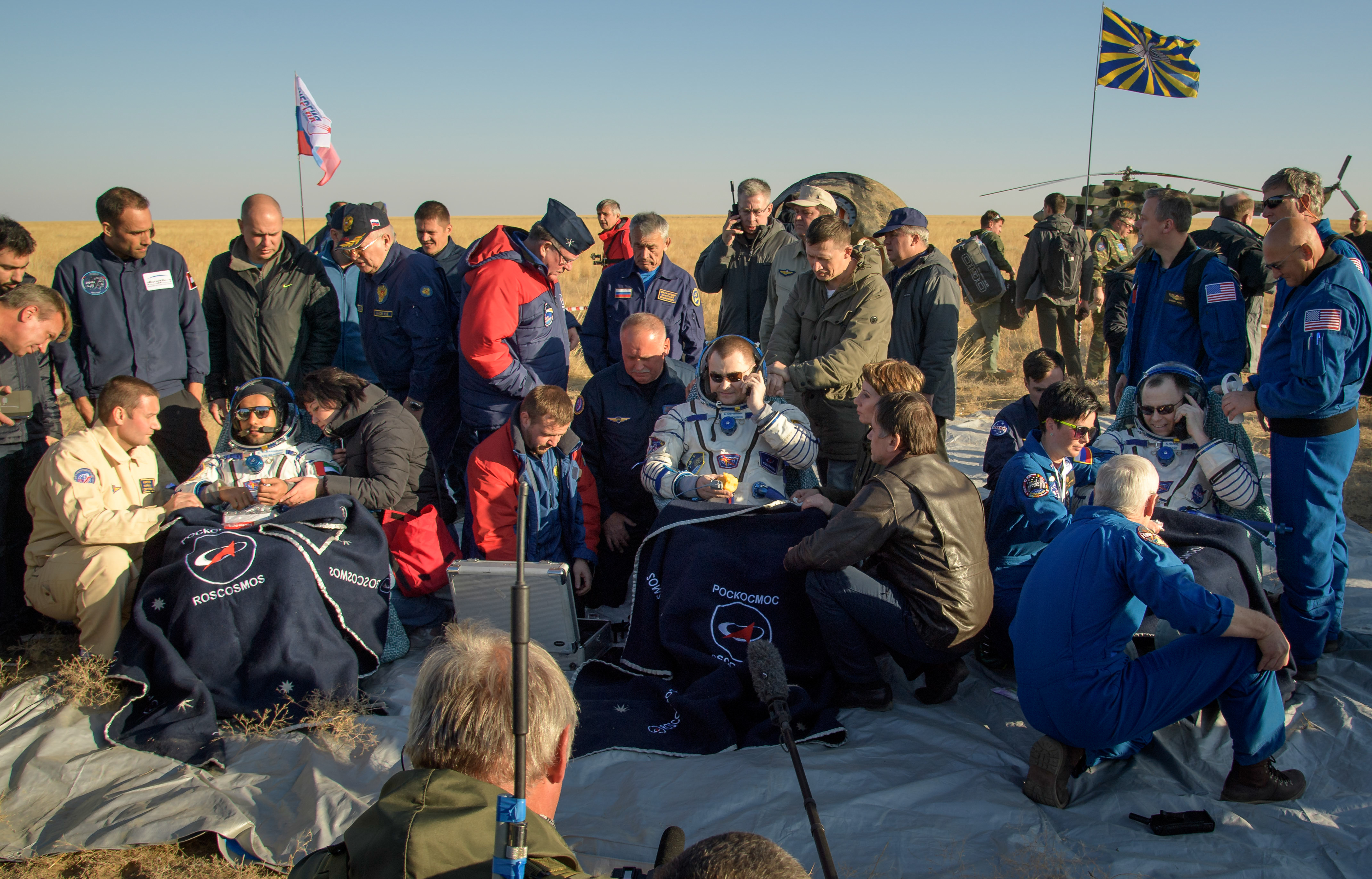
Die Mannschaft mit den Helfern kurz nach der Landung